# جيمس بالمر
جيمس بالمر (بالإنجليزية: James Frederick Palmer)‏ (و. 1803 – 1871 م) هو جراح، من المملكة المتحدة، توفي في ملبورن، عن عمر يناهز 68 عاماً.

## مناصب
تولى منصب عضو المجلس التشريعي نيو ساوث ويلز، وعضو المجلس التشريعي الفيكتوري.